# Sacro Monte di Ossuccio
El Sacro Monte della Beata Vergine del Soccorso o Sacro Monte di Ossuccio es un santuario italiano ubicado en Ossuccio, provincia de Como, en la Lombardía. Es uno de los nueve Sacri Monti de Piamonte y de Lombardía incluidos en la lista del Patrimonio Mundial de la Unesco desde 2003. La entidad «Santuario Madonna del Soccorso di Ossuccio» tiene su domicilio en Via al Santuario, 22010 Ossuccio (CO).
Sacro Monte di Ossuccio significa, literalmente, «Monte sagrado de Ossuccio». Este complejo devocional está situado en un peñasco prealpino a unos 200 metros por encima de la orilla del lago de Como, teniendo en frente la Isola Comacina y a unos 25 km de la ciudad de Como. Rodeado por bosque y olivar, está bastante aislado respecto a otros edificios. 

## Historia
Las catorce capillas, construidas entre 1635 y 1710 en el típico estilo barroco reflejan las aspiraciones de la Contrarreforma del movimiento de montes sagrados y se unen por un camino o sendero que lleva a un santuario preexistente de 1532 colocado en la cumbre y que está dedicado a La Beata Vergine del Soccorso.
A finales de la época romana este lugar era un centro de culto dedicado a Ceres que atraía gran flujo de gente sobre todo en los idus de septiembre, como relata Plinio el Joven, cónsul en el año 100 y amigo del emperador Trajano que sobre el Lario poseía dos villas. Recientes excavaciones bajo el santuario han puesto de manifiesto trazas de planta polivolumétrica típica de los santuarios paganos romanos.
Las catorce capillas, todas construidas entre el año 1635 y el 1710, con planta central, son de estilo barroco. 

## Las capillas

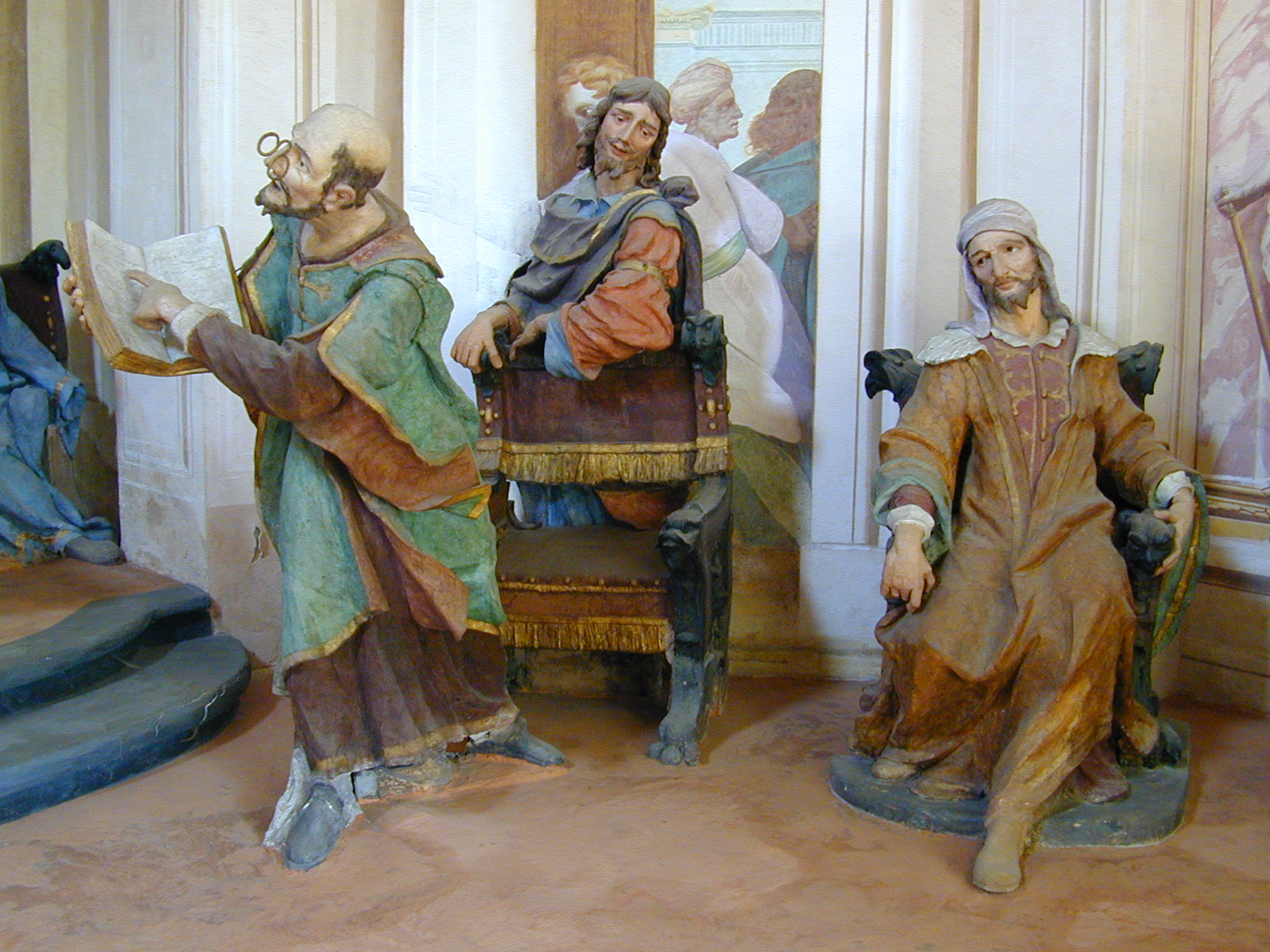
Capilla V: la disputa de Jesús entre los doctores en el templo, interior.

Las capillas representan los Misterios del Rosario y conducen al santuario que representa la etapa 15.ª y está dedicado a la Asunción de la Virgen María.
| Las capillas | Las capillas                                       | Las capillas | Las capillas | Las capillas             |
| ------------ | -------------------------------------------------- | ------------ | ------------ | ------------------------ |
| I            | La Anunciación                                     |              | VIII         | La Coronación de espinas |
| II           | La Visitación                                      |              | IX           | La Subida al Calvario    |
| III          | La Natividad                                       |              | X            | La Crucifixión           |
| IV           | La Presentación en el Templo                       |              | XI           | La Resurrección          |
| V            | La Disputa entre Jesús y los doctores en el Templo |              | XII          | La Ascensión             |
| VI           | La oración en el huerto                            |              | XIII         | Pentecostés              |
| VII          | La Flagelación                                     |              | XIV          | La Asunción de la Virgen |

Las capillas están decoradas con 230 estatuas de estuco y terracota, a tamaño natural, realizadas por diversos artistas: Agostino Silva, Carlo Gaffuri e Innocente Torriani. Los trajes de las estatuas reproducen fielmente la vestimenta señorial y popular de los habitantes de la zona en el año 1700.

## Santuario de la Virgen del Socorro

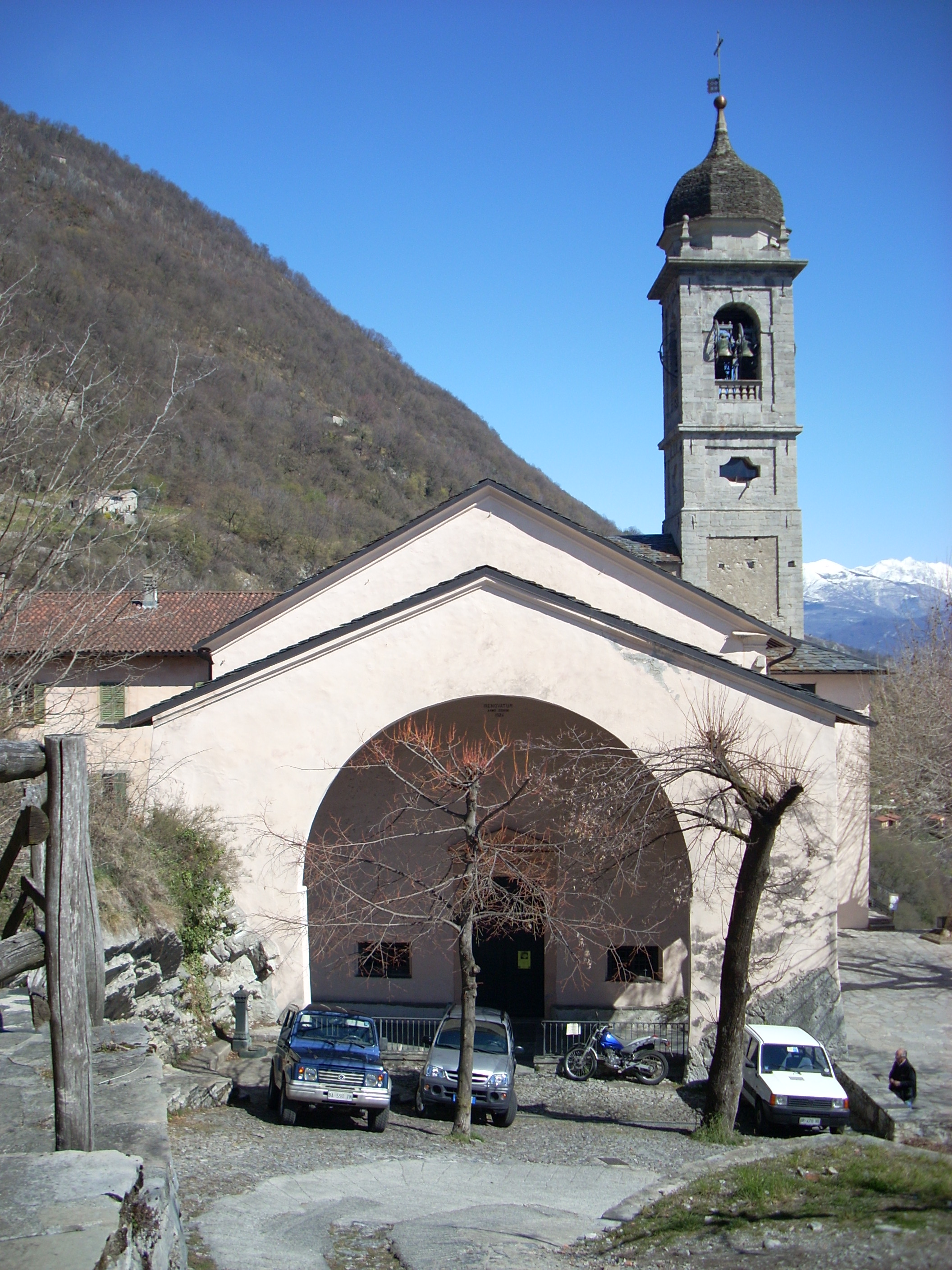
La fachada del santuario.

La iglesia está construida sobre terreno accidentado en el siglo XVI. Tiene una sola nave precedida de un pórtico.

El interior está abundantemente enriquecido con estucos y frescos barroquizantes con referencias al culto mariano.

El altar de mármol es del siglo XVIII, y está coronado por un templete que custodia la estatua en madera de la Coronación de María.

Sobre un altar secundario, a mitad de la nave, está presente un fresco con la Virgen María y Santa Eufemia con la fecha 1501, mientras que de frente una tabla de altar del siglo XIX representa a San José y proviene de la basílica de San Pedro en el Vaticano siendo donada al Santuario en el año 1963 por el papa Juan XXIII.

El bellísimo pavimento bicolor se remonta al 1655, es de mármol blanco de Musso y negro de Varenna.

El ciclo de frescos de Salvatore Pozzi datan de los años 1660-1661, desde el fresco principal con la Asunción de la Virgen a los frescos de la fachada posterior con el Nacimiento de la Virgen y los dos Profetas a los lados, a aquellos del primer intercolumnio con la Coronación de la Virgen y los relativos ángeles de alrededor, los de los Ángeles músicos en el cuarto intercolumnio, hasta los dos frescos a los lados del arco triunfal con la Anunciación (a la derecha) y la Visitación (a la izquierda), con ayuda del taller. Los frescos coetáneos de la primera capilla de la Anunciación y los de la capilla XIV de la Asunción de María pertenecen al itinerario del sacromonte.
Al fondo, sobre la izquierda, se accede a la capilla de la Virgen construida en el año 1878 con la veneradísima estatua de la Virgen.
El santuario acoge fieles devotos y visitantes provenientes de todas las tierras del lago de Como.

La Virgen del Socorro es venerada como protectora de la diócesis de Como.